# Kristian Hlynsson
Kristian Nökkvi Hlynsson (Odense, Dinamarca, 23 de enero de 2004) es un futbolista islandés que juega de centrocampista en el F. C. Twente de la Eredivisie.

## Trayectoria
Comenzó su carrera en el Breiðablik antes de ser transferido al Ajax de Ámsterdam en enero de 2020. Debutó con el primer equipo el 15 de diciembre de 2021 y, tras jugar con mayor frecuencia en el inicio de la temporada 2023-24, ascendió de manera definitiva el 8 de noviembre de 2023. Llegó a jugar 45 encuentros, en los que marcó diez goles, antes de ser cedido al Sparta de Róterdam en enero de 2025. Seis meses después abandonó definitivamente el Ajax de Ámsterdam tras fichar por el F. C. Twente.

## Selección nacional
Ha formado parte de las selecciones juveniles de Islandia sub-15, sub-16 y sub-17.

## Estadísticas

### Clubes
Actualizado al último partido disputado el 8 de noviembre de 2024.
| Club                             | Div.          | Temporada     | Liga  | Liga  | Liga   | Copas nacionales | Copas nacionales | Copas nacionales | Copas internacionales | Copas internacionales | Copas internacionales | Total | Total | Total  |
| Club                             | Div.          | Temporada     | Part. | Goles | Asist. | Part.            | Goles            | Asist.           | Part.                 | Goles                 | Asist.                | Part. | Goles | Asist. |
| -------------------------------- | ------------- | ------------- | ----- | ----- | ------ | ---------------- | ---------------- | ---------------- | --------------------- | --------------------- | --------------------- | ----- | ----- | ------ |
| Jong Ajax · Países Bajos         | 2.ª           | 2020-21       | 6     | 0     | 0      | —                | —                | —                | —                     | —                     | —                     | 6     | 0     | 0      |
| Jong Ajax · Países Bajos         | 2.ª           | 2021-22       | 30    | 2     | 2      | —                | —                | —                | —                     | —                     | —                     | 30    | 2     | 2      |
| Jong Ajax · Países Bajos         | 2.ª           | 2022-23       | 37    | 11    | 9      | —                | —                | —                | —                     | —                     | —                     | 37    | 11    | 9      |
| Jong Ajax · Países Bajos         | 2.ª           | 2023-24       | 7     | 3     | 0      | —                | —                | —                | —                     | —                     | —                     | 7     | 3     | 0      |
| Jong Ajax · Países Bajos         | 2.ª           | 2024-25       | 4     | 1     | 1      | —                | —                | —                | —                     | —                     | —                     | 4     | 1     | 1      |
| Jong Ajax · Países Bajos         | Total club    | Total club    | 84    | 17    | 12     | 0                | 0                | 0                | 0                     | 0                     | 0                     | 84    | 17    | 12     |
| Ajax de Ámsterdam · Países Bajos | 1.ª           | 2021-22       | 0     | 0     | 0      | 2                | 2                | 0                | 0                     | 0                     | 0                     | 2     | 2     | 0      |
| Ajax de Ámsterdam · Países Bajos | 1.ª           | 2023-24       | 25    | 7     | 1      | 1                | 0                | 0                | 8                     | 0                     | 2                     | 34    | 7     | 3      |
| Ajax de Ámsterdam · Países Bajos | 1.ª           | 2024-25       | 2     | 1     | 0      | 0                | 0                | 0                | 3                     | 0                     | 0                     | 5     | 1     | 0      |
| Ajax de Ámsterdam · Países Bajos | Total club    | Total club    | 27    | 8     | 1      | 3                | 2                | 0                | 11                    | 0                     | 2                     | 41    | 10    | 3      |
| Total carrera                    | Total carrera | Total carrera | 111   | 25    | 13     | 3                | 2                | 0                | 11                    | 0                     | 2                     | 125   | 27    | 15     |

## Vida personal
Es el hermano menor del jugador del AC Horsens Ágúst Hlynsson.